# Ван дер Каде-Каудейс, Герда
Герда Йоханна Мари ван дер Каде-Каудейс (нидерл. Gerda Johanna Marie van der Kade-Koudijs; 29 октября 1923, Роттердам, Нидерланды — 19 марта 2015, Алмело, Нидерланды) — нидерландская легкоатлетка, чемпионка летних Олимпийских игр в Лондоне 1948 года в эстафете 4х100 метров.

## Спортивная карьера
Выступала за легкоатлетический клуб «Виктория» из Роттердама. Как спортсменка находилась «в тени» соотечественницы Фанни Бланкерс-Кун, зачастую уступая совсем немного её достижениям. Например, в 1944 году она уступила всего две и одну десятую новым мировым рекордам мира Бланкерс-Кун на дистанциях 100 ярдов и 80 м с барьерами, соответственно. Трижды входила с состав сборной Нидерландов, улучшавшей высшие мировые достижения в эстафетной 100-метровке. Завоевала 19 медалей национального первенства, из них три — золотые: в беге на 200 м (1942 и 1943) и в прыжках в длину (1943).
На первенстве Европы по лёгкой атлетике в Осло (1946) выиграла две золотые медали: в эстафете 4×100 метров и в прыжках в длину. В индивидуальном забеге на 100 м заняла шестое место.
На летних Олимпийских играх в Лондоне (1948) стала чемпионкой в эстафете 4×100 метров, заняла четвёртое место в прыжках в длину, кроме того выступала на беговой дистанции 80 м с барьерами.